# Grand Prix automobile de Tripoli 1937
Le Grand Prix automobile de Tripoli 1937 est un Grand Prix qui s'est tenu sur le circuit de la Mellaha le 9 mai 1937. L'épreuve a accueilli simultanément une course de voitures de Grand Prix et une course de Voiturettes.

## Coureurs inscrits
Les participants sur fond rose sont engagés en classe Voiturette.
| no | Pilote                  | Écurie               | Constructeur  | Châssis            |
| -- | ----------------------- | -------------------- | ------------- | ------------------ |
| 2  | Hermann Lang            | Daimler-Benz AG      | Mercedes-Benz | Mercedes-Benz W125 |
| 4  | Richard Seaman          | Daimler-Benz AG      | Mercedes-Benz | Mercedes-Benz W125 |
| 6  | Rudolf Hasse            | Auto Union AG        | Auto Union    | Auto Union Type C  |
| 8  | László Hartmann         | Privé                | Maserati      | Maserati 8CM       |
| 10 | Luigi Soffietti         | Privé                | Maserati      | Maserati 6C-34     |
| 12 | Luigi Fagioli           | Auto Union AG        | Auto Union    | Auto Union Type C  |
| 14 | Raymond Sommer          | Privé                | Alfa Romeo    | Alfa Romeo 12C-36  |
| 16 | Bernd Rosemeyer         | Auto Union AG        | Auto Union    | Auto Union Type C  |
| 18 | Carlo Felice Trossi     | Scuderia Ferrari     | Alfa Romeo    | Alfa Romeo 12C-36  |
| 20 | Rudolf Caracciola       | Daimler-Benz AG      | Mercedes-Benz | Mercedes-Benz W125 |
| 22 | Ernst von Delius        | Auto Union AG        | Auto Union    | Auto Union Type C  |
| 24 | Mario Tadini            | Scuderia Ferrari     | Alfa Romeo    | Alfa Romeo 12C-36  |
| 26 | Manfred von Brauchitsch | Daimler-Benz AG      | Mercedes-Benz | Mercedes-Benz W125 |
| 28 | Tazio Nuvolari          | Scuderia Ferrari     | Alfa Romeo    | Alfa Romeo 12C-36  |
| 30 | Giuseppe Farina         | Scuderia Ferrari     | Alfa Romeo    | Alfa Romeo 12C-36  |
| 32 | Pietro Ghersi           | Officine A. Maserati | Maserati      | Maserati 6CM       |
| 34 | Antonio Brivio          | Scuderia Ferrari     | Alfa Romeo    | Alfa Romeo 12C-36  |
| 36 | Costantino Magistri     | Privé                | Alfa Romeo    | Alfa Romeo Monza   |
| 38 | Hans Stuck              | Auto Union AG        | Auto Union    | Auto Union Type C  |
| 40 | René Dreyfus            | Officine A. Maserati | Maserati      | Maserati 6CM       |
| 42 | Franco Cortese          | Scuderia Ambrosiana  | Maserati      | Maserati 6CM       |
| 44 | Luigi Castelbarco       | Privé                | Talbot-Lago   | Talbot             |
| 46 | Luigi Villoresi         | Scuderia Ambrosiana  | Maserati      | Maserati 6CM       |
| 48 | Luciano Uboldi          | Privé                | Maserati      | Maserati 4CM       |
| 50 | Giovanni Rocco          | Privé                | Maserati      | Maserati 6CM       |
| 52 | Piero Dusio             | Scuderia Torino      | Maserati      | Maserati 6CM       |
| 54 | Ferdinando Barbieri     | Privé                | Maserati      | Maserati 4C        |
| 56 | Vittorio Belmondo       | Privé                | Maserati      | Maserati 4C        |
| 58 | Ettore Bianco           | Officine A. Maserati | Maserati      | Maserati 8CM       |
| 60 | Francesco Severi        | Privé                | Maserati      | Maserati 6CM       |

## Essais libres
| Pos. | no | Pilote                  | Écurie        | Temps         | Écart           |
| ---- | -- | ----------------------- | ------------- | ------------- | --------------- |
| 1    | 38 | Hans Stuck              | Auto Union    | 3 min 24 s 96 | -               |
| 2    | 20 | Rudolf Caracciola       | Mercedes-Benz | 3 min 24 s 99 | + 0 s 3         |
| 3    | 16 | Bernd Rosemeyer         | Auto Union    | 3 min 30 s 48 | + 5 s 52        |
| 4    | 26 | Manfred von Brauchitsch | Mercedes-Benz | 3 min 31 s 96 | + 7 s           |
| 5    | 2  | Hermann Lang            | Mercedes-Benz | 3 min 32 s 37 | + 7 s 41        |
| 6    | 12 | Luigi Fagioli           | Auto Union    | 3 min 34 s 43 | + 9 s 47        |
| 7    | 4  | Richard Seaman          | Mercedes-Benz | 3 min 35 s 50 | + 10 s 54       |
| 8    | 22 | Ernst von Delius        | Auto Union    | 3 min 36 s 21 | + 11 s 25       |
| 9    | 6  | Rudolf Hasse            | Auto Union    | 3 min 42 s 62 | + 17 s 66       |
| 10   | 30 | Giuseppe Farina         | Alfa Romeo    | 3 min 42 s 95 | + 17 s 99       |
| 11   | 28 | Tazio Nuvolari          | Alfa Romeo    | 3 min 43 s 47 | + 18 s 51       |
| 12   | 14 | Raymond Sommer          | Alfa Romeo    | 3 min 48 s 03 | + 23 s 07       |
| 13   | 34 | Antonio Brivio          | Alfa Romeo    | 3 min 54 s 45 | + 29 s 49       |
| 14   | 24 | Mario Tadini            | Alfa Romeo    | 3 min 57 s 21 | + 32 s 25       |
| 15   | 18 | Carlo Felice Trossi     | Alfa Romeo    | 4 min 7 s 26  | + 42 s 30       |
| 16   | 58 | Ettore Bianco           | Maserati      | 4 min 9 s 33  | + 44 s 37       |
| 17   | 60 | Francesco Severi        | Maserati      | 4 min 27 s 55 | + 1 min 2 s 59  |
| 18   | 40 | René Dreyfus            | Maserati      | 4 min 32 s 68 | + 1 min 7 s 72  |
| 19   | 8  | László Hartmann         | Maserati      | 4 min 37 s 03 | + 1 min 12 s 07 |
| 20   | 46 | Luigi Villoresi         | Maserati      | 4 min 37 s 20 | + 1 min 12 s 24 |
| 21   | 56 | Vittorio Belmondo       | Maserati      | 4 min 37 s 78 | + 1 min 12 s 82 |
| 22   | 50 | Giovanni Rocco          | Maserati      | 4 min 40 s 88 | + 1 min 15 s 92 |
| 23   | 52 | Renato Dusio            | Maserati      | 4 min 46 s 25 | + 1 min 21 s 29 |
| 24   | 42 | Franco Cortese          | Maserati      | 4 min 46 s 44 | + 1 min 21 s 48 |
| 25   | 36 | Costantino Magistri     | Alfa Romeo    | 4 min 49 s 86 | + 1 min 24 s 90 |
| 26   | 10 | Luigi Soffietti         | Maserati      | 5 min 0 s 15  | + 1 min 35 s 19 |
| 27   | 44 | Luigi Castelbarco       | Talbot-Lago   | 5 min 8 s 00  | + 1 min 43 s 04 |
| 28   | 48 | Luciano Uboldi          | Maserati      | 5 min 8 s 27  | + 1 min 43 s 31 |

## Grille de départ
| 1re ligne | Pos. 4                           |                                             | Pos. 3                                 |                                     | Pos. 2                             |                                  | Pos. 1                             |
|           | Fagioli Auto Union 3 min 24 s 98 |                                             | Caracciola Mercedes-Benz 3 min 22 s 85 |                                     | Rosemeyer Auto Union 3 min 20 s 25 |                                  | Stuck Auto Union 3 min 19 s 90     |
| 2e ligne  |                                  | Pos. 7                                      |                                        | Pos. 6                              |                                    | Pos. 5                           |                                    |
|           |                                  | Von Brauchitsch Mercedes-Benz 3 min 29 s 22 |                                        | Von Delius Auto Union 3 min 28 s 61 |                                    | Lang Mercedes-Benz 3 min 28 s 10 |                                    |
| 3e ligne  | Pos. 11                          |                                             | Pos. 10                                |                                     | Pos. 9                             |                                  | Pos. 8                             |
|           | Farina Alfa Romeo 3 min 40 s 32  |                                             | Hasse Auto Union 3 min 38 s 15         |                                     | Seaman Mercedes-Benz 3 min 35 s 50 |                                  | Nuvolari Alfa Romeo 3 min 33 s 44* |
| 4e ligne  |                                  | Pos. 14                                     |                                        | Pos. 13                             |                                    | Pos. 12                          |                                    |
|           |                                  | Tadini Alfa Romeo 3 min 57 s 21*            |                                        | Sommer Alfa Romeo 3 min 46 s 45     |                                    | Brivio Alfa Romeo 3 min 44 s 20  |                                    |
| 5e ligne  | Pos. 18                          |                                             | Pos. 17                                |                                     | Pos. 16                            |                                  | Pos. 15                            |
|           | Uboldi Maserati —                |                                             | Villoresi Maserati 4 min 13 s 20       |                                     | Bianco Maserati 4 min 9 s 33*      |                                  | Trossi Maserati 4 min 7 s 26       |
| 6e ligne  | Pos. 22                          |                                             | Pos. 21                                |                                     | Pos. 20                            |                                  | Pos. 19                            |
|           | Dusio Maserati 4 min 28 s 59     |                                             | Hartmann Maserati 4 min 21 s 59        |                                     | Dreyfus Maserati 4 min 32 s 55     |                                  | Ghersi Maserati 4 min 31 s 43      |
| 7e ligne  | Pos. 26                          |                                             | Pos. 25                                |                                     | Pos. 24                            |                                  | Pos. 23                            |
|           | Barbieri Maserati 4 min 32 s 29  |                                             | Belmondo Maserati 4 min 29 s 11        |                                     | Severi Maserati —                  |                                  | Magistri Maserati —                |
| 8e ligne  | Pos. 30                          |                                             | Pos. 29                                |                                     | Pos. 28                            |                                  | Pos. 27                            |
|           | Rocco Maserati 4 min 42 s 81     |                                             | Castelbarco Talbot-Lago —              |                                     | Soffietti Maserati —               |                                  | Cortese Maserati 4 min 14 s 11     |

Note: Les temps suivit d'un * ont été réalisés lors des essais du jeudi.

## Classement de la course
| Pos. | no | Pilote                  | Écurie               | Châssis            | Tours | Temps/Abandon      | Grille |
| ---- | -- | ----------------------- | -------------------- | ------------------ | ----- | ------------------ | ------ |
| 1    | 2  | Hermann Lang            | Daimler-Benz AG      | Mercedes-Benz W125 | 40    | 2 h 27 min 57 s 67 | 5      |
| 2    | 16 | Bernd Rosemeyer         | Auto Union AG        | Auto Union Type C  | 40    | + 9 s 65           | 2      |
| 3    | 22 | Ernst von Delius        | Auto Union AG        | Auto Union Type C  | 40    | + 1 min 14 s 18    | 6      |
| 4    | 38 | Hans Stuck              | Auto Union AG        | Auto Union Type C  | 40    | + 1 min 41 s 92    | 1      |
| 5    | 12 | Luigi Fagioli           | Auto Union AG        | Auto Union Type C  | 40    | + 1 min 44 s 91    | 4      |
| 6    | 20 | Rudolf Caracciola       | Daimler-Benz AG      | Mercedes-Benz W125 | 40    | + 1 min 55 s 35    | 3      |
| 7    | 4  | Richard Seaman          | Daimler-Benz AG      | Mercedes-Benz W125 | 40    | + 4 min 9 s 88     | 9      |
| 8    | 6  | Rudolf Hasse            | Auto Union AG        | Auto Union Type C  | 39    | + 4 min 18 s 99    | 10     |
| 9    | 30 | Giuseppe Farina         | Alfa Romeo           | Alfa Romeo 12C-36  | 39    | + 1 tour           | 11     |
| 10   | 34 | Antonio Brivio          | Scuderia Ferrari     | Alfa Romeo 12C-36  | 39    | + 1 tour           | 12     |
| 11   | 14 | Raymond Sommer          | Privé                | Alfa Romeo 12C-36  | 39    | + 1 tour           | 13     |
| 12   | 24 | Mario Tadini            | Scuderia Ferrari     | Alfa Romeo 12C-36  | 37    | + 3 tours          | 14     |
| 13   | 8  | László Hartmann         | Privé                | Maserati 8CM       | 35    | + 5 tours          | 19     |
| 14   | 40 | René Dreyfus            | Officine A. Maserati | Maserati 6CM       | 34    | + 6 tours          | 18     |
| 15   | 10 | Luigi Soffietti         | Privé                | Maserati 6C-34     | 34    | + 6 tours          | 28     |
| 16   | 42 | Franco Cortese          | Scuderia Ambrosiana  | Maserati 6CM       | 34    | + 6 tours          | 27     |
| 17   | 60 | Francesco Severi        | Privé                | Maserati 6CM       | 30    | + 10 tours         | 25     |
| 18   | 46 | Luigi Villoresi         | Scuderia Ambrosiana  | Maserati 6CM       | 29    | + 11 tours         | 16     |
| 19   | 52 | Piero Dusio             | Scuderia Torino      | Maserati 6CM       | 27    | + 13 tours         | 20     |
| Abd. | 18 | Carlo Felice Trossi     | Scuderia Ferrari     | Alfa Romeo 12C-36  | 28    |                    | 15     |
| Abd. | 26 | Manfred von Brauchitsch | Daimler-Benz AG      | Mercedes-Benz W125 | 21    | Radiateur          | 7      |
| Abd. | 32 | Pietro Ghersi           | Officine A. Maserati | Maserati 6CM       | 17    |                    | 23     |
| Abd. | 36 | Costantino Magistri     | Privé                | Maserati 4CM       | 14    |                    | 26     |
| Abd. | 54 | Ferdinando Barbieri     | Privé                | Maserati 4C        | 10    |                    | 22     |
| Abd. | 56 | Vittorio Belmondo       | Privé                | Maserati 4C        | 9     |                    | 21     |
| Abd. | 50 | Giovanni Rocco          | Privé                | Maserati 6CM       | 8     |                    | 25     |
| Abd. | 28 | Tazio Nuvolari          | Alfa Romeo           | Alfa Romeo 12C-36  | 6     | Moteur             | 8      |
| Abd. | 48 | Luciano Uboldi          | Privé                | Maserati 4C        | 5     |                    | 17     |
| Abd. | 58 | Ettore Bianco           | Officine A. Maserati | Maserati 8CM       | 3     |                    | 16     |
| Abd. | 44 | Luigi Castelbarco       | Privé                | Talbot             | 2     |                    | 24     |

- Légende: Abd.=Abandon.

## Pole position et record du tour
- Pole position :  Hans Stuck (Auto Union) en 3 min 19 s 90.
- Meilleur tour en course :  Hans Stuck (Auto Union) en 3 min 25 s 73.